# Teodebert de Madrie
Teodebert fou un comte carolingi, esmentat a la primera part del segle IX com a comte de Madrie, una regió de Normàndia aleshores al regne de Neustria. Pertanyia a la família dels nibelúngides i estava casat suposadament amb una germana de Guillem I de Tolosa (de la família dels Guillèmides). Fou el pare de Ringarda o Ingeltrude, esposa de Pipí I d'Aquitània (casats el 822). Hauria estat missus dominicus el 802 enviat per Carlemany per arranjar el conflicte entre el bisbe Teodulf de Tours i els seus opositors. El nom de la seva esposa no és conegut i, per tant, no es pot determinar quina de les germanes de Guillem era; Alba o Albana i Berta van ingressar al monestir de Gel·lona el 804, i només consta eu una d'elles tenia un fill de nom Bertran; una tercera germana de nom desconegut es va cassar amb un missus dominicus de nom Frèdol. A més de Ringarda, Teodebert seria el pare de Robert, comte palatí casat amb Aga la fill del comte Wicfred de Bourges.